# Ophiozonella media
Ophiozonella media är en ormstjärneart som först beskrevs av Jean Baptiste François René Koehler 1904.  Ophiozonella media ingår i släktet Ophiozonella och familjen Ophiolepididae. Inga underarter finns listade i Catalogue of Life.